# 윤이상관현악단
윤이상관현악단(尹伊桑管絃樂團, Isang Yun Orchestra)은 조선민주주의인민공화국의 대표적인 실내 관현악단이다. 1990년 12월에 지휘자 김일진이 평양음악무용대학(현 김원균평양음악대학)을 중심으로 각지의 음악대학과 예술학원에서 유능한 연주자 42명을 뽑아 창단했으며, 평양의 국제문화회관을 본거지로 하는 윤이상음악연구소 산하의 악단이 되었다.
1992년 12월에 베를린의 필하모니 실내악당을 참조해 건설한 600석 규모의 윤이상음악당 상주 악단이 되었고, 1998년 윤이상 통일음악회 때 한국에 알려지기 시작했다. 1999년과 2004년에는 수석 주자들로 구성한 '평양 윤이상 앙상블' 로 독일 순회 공연을 가졌으며, 독일 음반사 베르고(Wergo)에서 윤이상 실내악 작품의 음반을 출반했다.
현재 수석 지휘자는 강룡웅이 맡고 있으며, 김일진과 김홍재, 김병화, 김호윤 등의 지휘자들도 객원으로 지휘하고 있다. 악장(콘서트마스터)은 김철룡이다. 남성 중심인 조선국립교향악단과 달리 남녀 혼합 편성이며, 연주자들의 연령대가 낮은 편이다. 단원들 가운데에는 조선국립교향악단이나 만수대예술단의 여성기악중주단 단원을 겸직하고 있는 연주가들도 있다.
연주 레퍼토리는 윤이상의 실내악 작품들 외에 조선민주주의인민공화국 창작곡들과 바로크에서 현대음악을 아우르는 서양 작품 등으로, 다른 예술 단체들보다 더 다채롭고 광범위하다. 매년 개최되고 있는 '윤이상 음악회' 의 중심 관현악단으로 활동하고 있다. 2006년 10월에는 정명훈이 객원으로 지휘할 예정이었지만, 핵실험 파동으로 인해 무산되기도 했다.

## 같이 보기
- 조선민주주의인민공화국의 음악가 목록